# Power, Corruption & Lies
Power, Corruption & Lies to drugi album, pochodzącego z Manchesteru, zespołu New Order, wydany w maju 1983. Album osiągnął większą popularność niż jakiekolwiek wcześniejsze wydawnictwo związane z tymi muzykami, włączając w to dokonania ich pierwszego zespołu Joy Division. Muzyka na nim zawarta jest zdecydowanie bardziej skierowana w stronę elektronicznego brzmienia przy pomocy syntetyzatorów. W 1989 roku, magazyn Rolling Stone umieścił ten album na miejscu 94 na liście "The 100 Greatest Albums of the 80's" (100 najlepszych albumów lat osiemdziesiątych).

## Okładka
Projekt stałego twórcy okładek zespołu, Petera Saville'a zakładał umieszczenie na okładce zakodowaną przy pomocy kolorów nazwę zespołu oraz tytuł albumu. Udało się to tylko w amerykańskim wydaniu płyty oraz na singlach "Blue Monday" i "Confusion". Instrukcja ułatwiająca rozszyfrowanie tych kolorowych symboli została umieszczona na tylnej okładce albumu. Saville użył takiej symboliki także na albumie zespołu Section 25 zatytułowanego From the Hip, który jest bardzo zbieżny ze stylistyką New Order i został częściowo wyprodukowany przez Bernarda Sumnera.
Obraz na okładce jest autorstwa francuskiego artysty Henri Fantin-Latour. Peter Saville zamierzał pokazać kolizję pomiędzy nadmiernym romantyzmem na klasycznym obrazie a typograficznym, modularnym alfabetem zakodowanym kolorami, który stworzył wyłącznie dla zespołu New Order. Początkowo, właściciel obrazu (The National Heritage Trust) odmówiło Factory Records możliwości wykorzystania tego wizerunku. Jednakże dzięki Tonemu Wilsonowi, który był założycielem i właścicielem Factory, udało się ostatecznie uzyskać prawa do użycia tego wizerunku. Tytuł albumu został wybrany przez wokalistę, Bernarda Sumnera. Są to słowa, które zostały namalowane sprayem przez niemieckiego artystę Gerharda Richtera w noc poprzedzającą otwarcie wystawy w Kolonii w 1981, będące jego protestem i mające zwrócić uwagę społeczną na inne problemy.

## Spis utworów
Wszystkie utwory napisane przez New Order.
| #   | Tytuł              | Długość |
| --- | ------------------ | ------- |
|     | ORYGINALNY ALBUM   |         |
| 1.  | "Age Of Consent"   | 5:16    |
| 2.  | "We All Stand"     | 5:14    |
| 3.  | "The Village"      | 4:37    |
| 4.  | "5 8 6"            | 7:31    |
| 5.  | "Your Silent Face" | 6:00    |
| 6.  | "Ultraviolence"    | 4:52    |
| 7.  | "Ecstasy"          | 4:25    |
| 8.  | "Leave Me Alone"   | 4:40    |
|     | EDYCJA AMERYKAŃSKA |         |
| 1.  | "Age of Consent"   | 5:16    |
| 2.  | "We All Stand"     | 5:14    |
| 3.  | "The Village"      | 4:37    |
| 4.  | "5 8 6"            | 7:31    |
| 5.  | "Blue Monday"      | 7:29    |
| 6.  | "Your Silent Face" | 6:00    |
| 7.  | "Ultraviolence"    | 4:52    |
| 8.  | "Ecstasy"          | 4:25    |
| 9.  | "Leave me Alone"   | 4:40    |
| 10. | "The Beach"        | 7:18    |

## Skład zespołu
- Bernard Sumner: śpiew, gitary, melodyka, syntezatory & programowanie
- Peter Hook: 4- oraz 6-strunowe gitary basowe, elektroniczna perkusja
- Stephen Morris: perkusja, syntezatory & programowanie,
- Gillian Gilbert: syntezatory & programowanie, gitary,
- New Order: produkcja
- Michael Johnson – inżynier dźwięku
- Barry Sage oraz Mark Boyne – Asystenci

## Szczegóły wydań
- UK 12" – Factory Records (FACT 75)
- UK cassette – Factory Records (FACT 75C)
- US 12" – Factory Records/Rough Trade Records (FACTUS 12)
- UK CD (wznowienie z 1993) – London Records (520 019-2)

## Miejsce na liście przebojów
- UK – #4
- AUS – #38